# HD 3166
HD 3166，又名BD+12 57，SAO 91980、HR 141，是一颗恒星，视星等为6.4，位于銀經116.77，銀緯-49.3，其B1900.0坐标为赤經0h 29m 44.1s，赤緯+12° -49.3′ 17″。